# Mimudea forficalis
Mimudea forficalis is een vlinder uit de familie van de grasmotten (Crambidae). De wetenschappelijke naam soort is gepubliceerd in 1758 door Linnaeus in de tiende editie van Systema naturae.